# 닛산 실비아
닛산 실비아(Nissan Silvia)는 닛산에서 1964년부터 2002년까지 생산, 판매된 후륜구동 스포츠카이다.

### 5세대 (S13, 1988~1993)

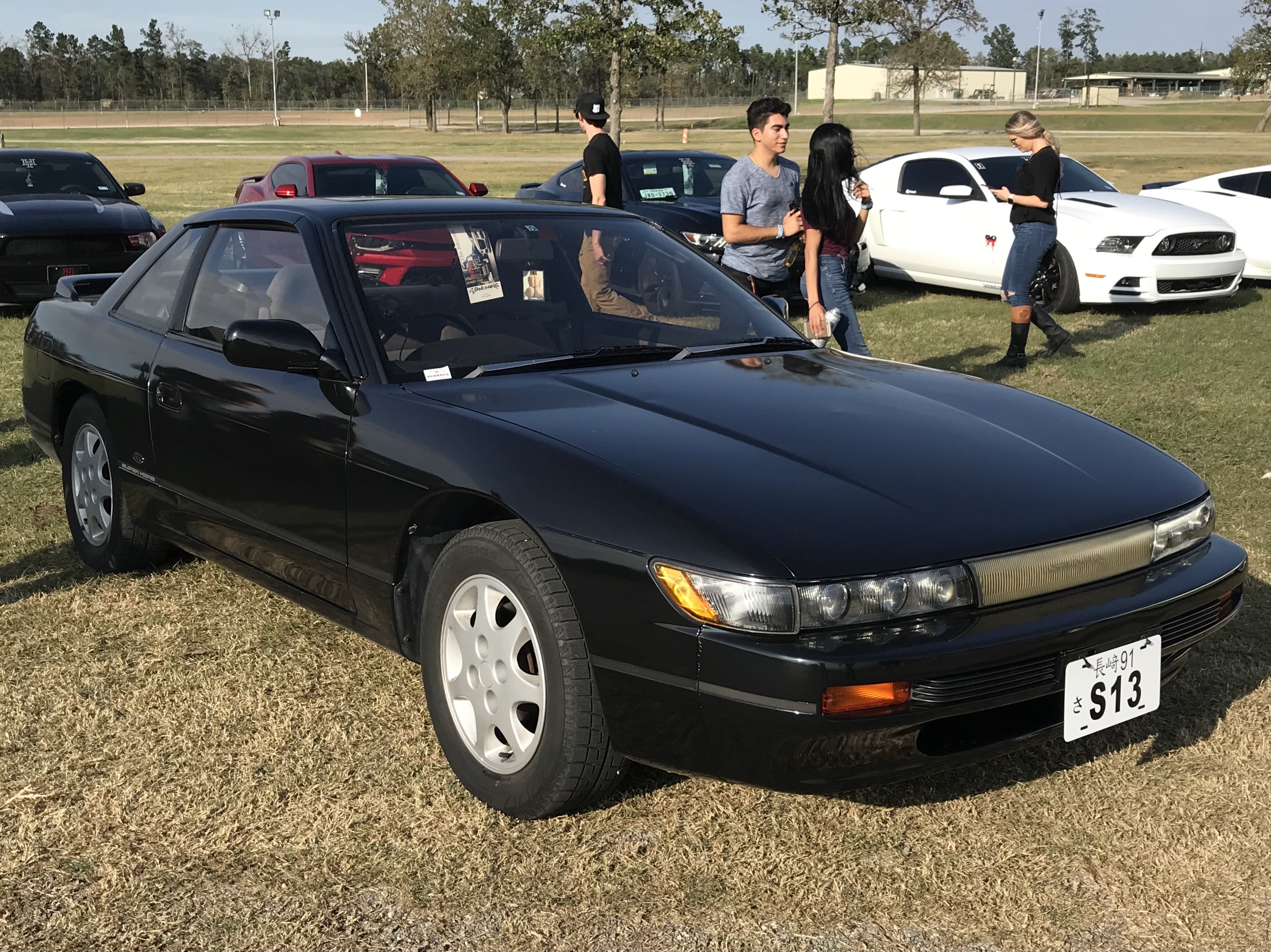
S13(후기형, K's)

처음에는 이전 세대에도 장착되었던 CA18DE, CA18DET 엔진이 장착되었지만, 1991년, 한 차례 마이너체인지를 거친 후 SR20DE, SR20DET 엔진이 장착되기 시작했다. 5세대부터 실비아는 앞으로 쏠려있는 무게중심, 긴 휠베이스 덕분에 당시 일본의 고갯길 레이서들이 많이 이용하였다. 북미에서는 CA/SR 엔진이 아닌 KA24E, KA24DE 엔진이 장착되어 "240SX 쿠페"라는 이름으로 판매되었다. 1988년에 첫 출시된 차 치고는 최첨단 옵션이 많이 있다. 특이 사항으로는 컨버터블 사양이 존재한다. 5세대부터 6세대까지는 포커 게임의 J,Q,K에서 따온 J's, Q's, K's의 세가지 트림으로 구성되어 있다. J's가 기본형이고, Q's는 J's에 LSD가 적용된 퍼포먼스 패키지 모델이며, K's는 여기에 터보차저를 얹은 최상위 모델이다. 초기형 기아 로체 광고에서 주인공(김주혁 분)을 쫓는 악당들의 차량으로 사용되었다. 만화 이니셜 D에서 아키나 스피드 스타즈의 리더 이케타니 코이치로의 차량으로 등장하였다.

### 6세대 (S14, 1993~1998)

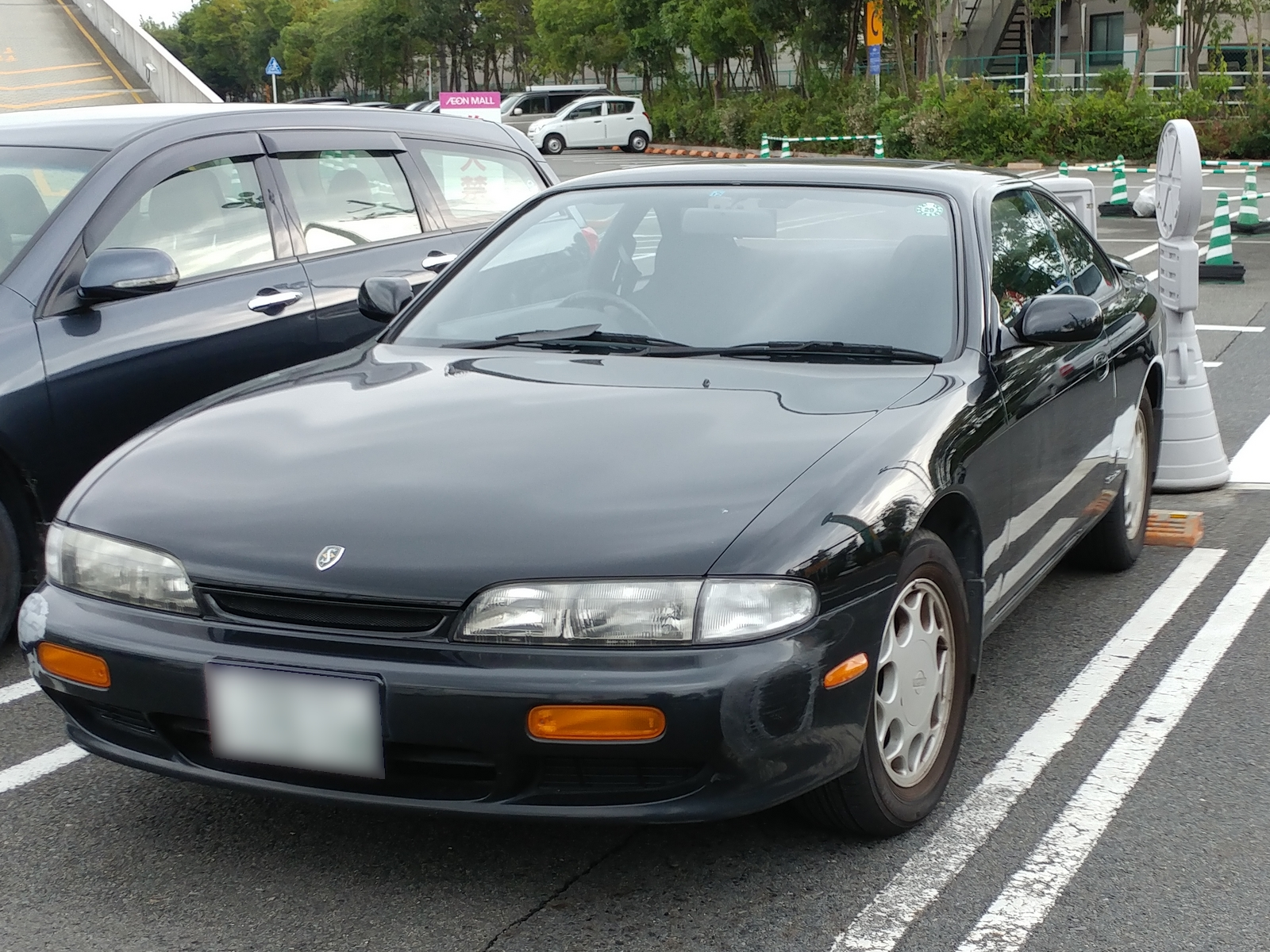
S14(전기형, Q's)

5세대의 플랫폼이 사용되었지만 차체 크기가 확대되어 전폭이 1,700mm를 넘는 3 넘버 차종으로 분류되었다. 디자인은 큰 인기를 모은 5세대보다 못하다는 평가를 받았다. 일본 기준으로 5세대는 일반 휘발유를 사용하였으나, 6세대는 고급 휘발유만 사용하게 된다. 엔진의 최고출력이 자연흡기 사양은 160마력, 터보차저 사양은 220마력까지 향상되었다. 1995년에는 에어로 시리즈와 Q's 클럽 셀렉션이 출시되었고 운전석 에어백도 실비아 시리즈 처음으로 장착되었다. 1996년에는 부분 변경을 거쳐 전면부의 디자인이 날렵하게 변경되었다. 북미에서는 "200SX"로 판매되었으며, 1996년에 KA24DE 엔진이 장착되면서 차명이 "240SX"로 변경되었다. 전기형은 "Jenki", 후기형은 "Kouki"라는 애칭을 가지고 있다. 다른 실비아 시리즈에 비해 상대적으로 마일드한 성향때문에 드리프트 입문용 차량으로 추천받는다. 만화 이니셜 D에서 아카기 레드선즈의 멤버 나카무라 켄타의 차량으로 등장하였다.

### 7세대 (S15, 1999~2003)

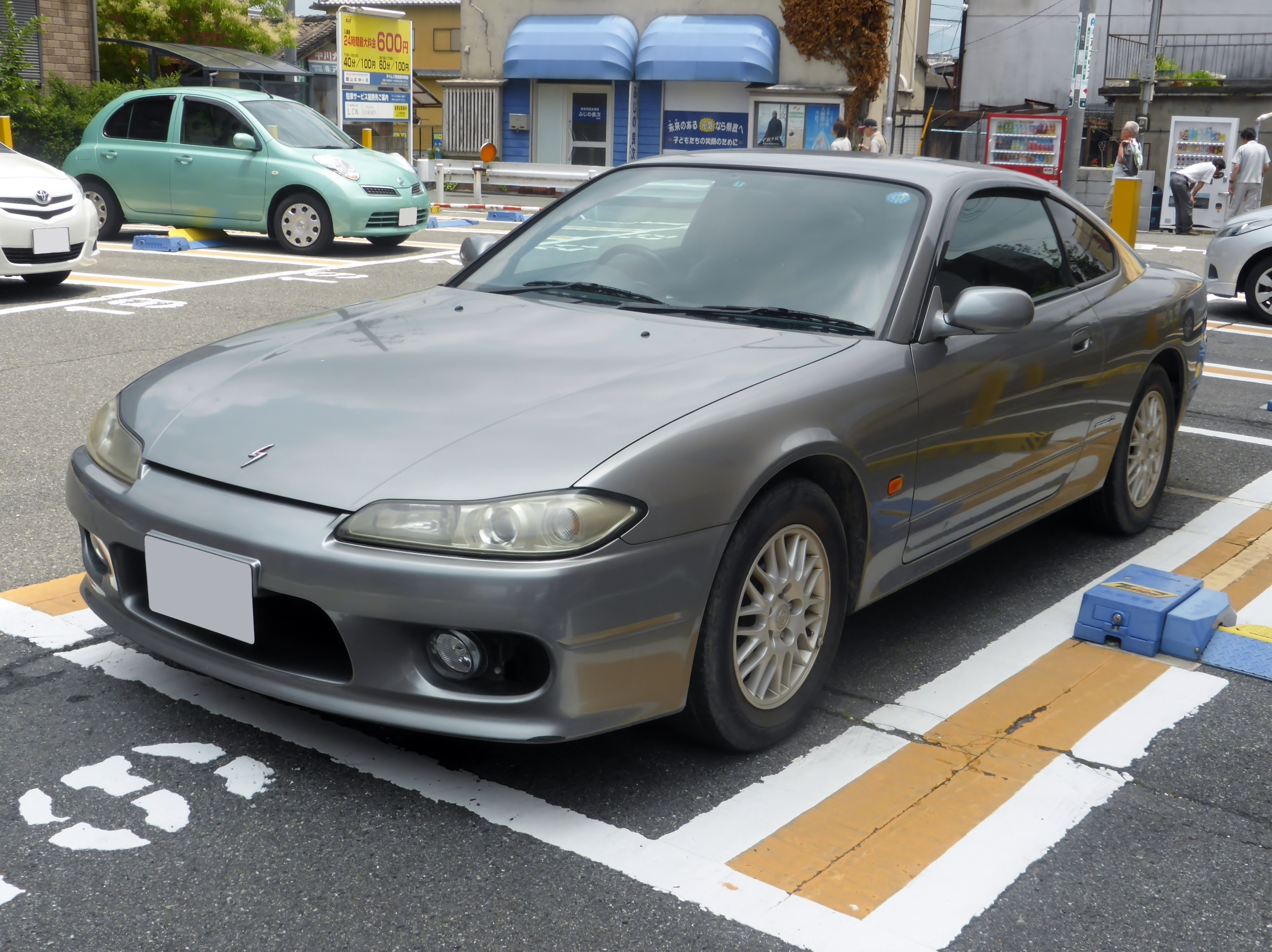
S15(Spec-S)

전 세대가 차체의 크기가 커져 주행 성능이 떨어졌다는 지적을 받아들여 R34 스카이라인과 함께 차체의 크기가 작아졌다. 그래서 5세대 실비아처럼 다시 5넘버 차종으로 분류되기 시작했다. 6세대가 저조한 판매량을 보인 것과 달리, 7세대는 5세대 만큼의 인기를 구가하였다. SR20DE 엔진은 5마력 향상된 165마력을 기록하였고, SR20DET 엔진은 250마력으로 향상되었다. 라인업은 각각 Spec-S와 Spec-R로 정리되었다. 또한 실비아 시리즈 처음이자 마지막으로 6단 수동 변속기가 장착되어 많은 사람들의 기대를 받았으나, 변속기의 허용 토크가 낮아 변속기가 파손되는 일이 잦았고, 이로 인해 스카이라인의 5단 수동 변속기로 스왑한 오너들이 많았다. 2000년에는 일본 자동차 최초의 리트럭터블 하드탑 컨버터블인 실비아 바리에타가 출시되었다. 차체와 하체의 강성이 상당히 강화되어 역대 실비아 중에서 가장 빠르고 가장 민첩하다.20세기 최후의 드리프트 머신으로 불린 만큼 일본에서는 여전히 D1GP 경기에서 현역으로 뛰고 있고, 대한민국에서는 일부 매니아들이 직수입하여 DDGT 드리프트 경기에 출전하기도 하였다. 2002년, 배기 가스 규제를 통과하지 못해 후속 차종 없이 단종되었다. 만화 이니셜 D에서는 도쿄에서 온 2인조와 오쿠야마 히로야의 차량으로 등장하였고, 영화 패스트 & 퓨리어스: 도쿄 드리프트에서는 RB26DETT 엔진이 장착된 모나리자가 등장하였다.
1. ↑  자연흡기 사양인 J's, Q's에 장착되었다. 최고출력 135마력
2. ↑  터보차져 사양인 K's에 장착되었다. 최고출력 175마력
3. ↑  최고출력 140마력
4. ↑  최고출력 205마력
5. ↑  동시에 휠 디자인도 변경되었다.
6. ↑  이는 5세대 뿐만 아니라 6,7세대도 해당하는 사항이며, 앞으로 무게 중심이 쏠려있고 휠 베이스가 길면 보다 안정적으로 드리프트를 할 수 있다. 즉, 실비아는 드리프트에 안성맞춤인 차인셈이다
7. ↑  이니셜 D에서도 수많은 단역들의 차량으로 사용되었다.
8. ↑  형제차인 180SX의 북미 수출형도 이 엔진이 장착되어 "240SX"라는 이름으로 판매되었다.
9. ↑  당시 북미의 자동차 규제로 인해 180SX의 프론트 마스크가 이식되어 판매되었다. 일명 원비아.
10. ↑  북미를 제외한 몇몇 국가에서는 SR엔진이 그대로 장착되어 "200SX"라는 이름으로도 판매되었다.
11. ↑  풀 프로젝션 헤드램프, 전동접이식 사이드미러, HUD, 파노라마 썬루프, HICAS(사륜조향 시스템)
12. ↑  S14에서는 Aero 사양이 추가됨과 동시에 J's 사양이 삭제되었고, S15에서는 J,Q,K 체계대신 Spec-* 체계로 변경되었다.
13. ↑  그리고 모두 처참히 박살난다(...)
14. ↑  전기형 K's 사양
15. ↑  전체적으로 두루뭉실하다는 평이 많다.
16. ↑  아이러니하게도 광고에 "EYE HUNT SILVIA"라는 슬로건을 내걸었다(...)
17. ↑  전기형의 두루뭉실하다는 디자인 평을 인식한 듯. 후기형의 광고 슬로건은 "READY GO, FR."
18. ↑  동시에 J's 트림이 삭제되었다.
19. ↑  전기
20. ↑  후기
21. ↑  전기형 Q's 사양
22. ↑  동급 모델들은 거의 다 FF로 전환되었지만 실비아는 FR이고, 컴팩트한 차체에서 나오는 뛰어난 주행성능, 특유의 둥글둥글한 디자인으로 엄청난 인기를 끌었다.
23. ↑  Spec-S는 자연흡기 사양이고, Spec-R은 터보차저 사양이다.
24. ↑  자사의 실에이티처럼 닛산이 직접 생산하는 차량은 아니고, 닛산이 제작한 S15 차체를 닛산이 운영하는 AUTECH JAPAN이라는 튜닝 회사가 컨버터블로 개조해 생산하는 방식으로 판매되었다. Spec-S에 장차된 SR20DE 엔진만 장착되었다.
25. ↑  이 쪽은 순정에 가까운 모습을 하고 있다. 튜닝된 부분이 머플러 밖에 없다. 특이하게도 리어윙이 제거되었다. 외관 모습이 광고에 나온 차량과 매우 흡사하다.
26. ↑  화려한 바디킷이 적용되었다. 도쿄에서 온 2인조의 차량과 대조되는 부분이다.